# 大衛·費茲戴爾
大衛·尚恩·費茲代爾（英語：David Sean Fizdale，1974年6月16日—）是美國職業籃球隊教練。曾經擔任執教過曼菲斯灰熊和紐約尼克總教練。
費茲戴爾執教經驗豐富，曾在大學籃球界擔任過聖地牙哥大學和加州州立大學弗雷斯諾分校的籃球教練，亦曾在亞特蘭大老鷹、金州勇士和邁阿密熱火等職業球隊擔任過助理教練的職務。

## 生涯
費茲戴爾出生於洛杉磯，早年就讀於洛杉磯的約翰·福瑞蒙特高中。並參加了學校的籃球隊，負責擔任隊上的控球後衛。畢業後，費茲戴爾進入聖地牙哥大學就讀，並獲得了傳播學的學士學位。
費兹戴尔的職業籃球教練生涯始於金州勇士，他曾于2003–04賽季在勇士担任了一年的助理教練，在此之前他曾於大学籃球隊执教五个赛季。離開勇士後，費兹戴尔在亚特兰大老鹰当了四個赛季的助理教練，主要负责年轻球员的发展工作。在他帮助下，老鹰队逐年进步，并在2007–08賽季打入季后赛，这也是老鹰队自1999年后首次回到季后赛。
費茲戴爾於2008年擔任邁阿密熱火的助理教練，為热火工作了長達八年，最後两个赛季他一直都是热火队的首席助教。而早先的六个赛季，費兹戴尔则主要负责球队的赛前准备工作，并参与球员的发展。
2016年5月29日，費茲戴爾被任命為曼菲斯灰熊的總教練。他在2016–17賽季帶領灰熊隊創造了43勝39敗的戰績，並打進了西區季后賽。然而在2017–18賽季，由於文斯·卡特、查克·藍道夫和東尼·艾倫等重要球員離開，再加上迈克·康利和錢德勒·帕森斯兩位主力接連受傷，導致灰熊開季打出了7勝12敗的戰績，其中包括連續8場比賽失利，於是灰熊在高層的授意下於11月27日解雇執教不滿兩季的費茲戴爾。
2018年5月8日，費茲戴爾接任紐約尼克總教練一職，並與尼克簽署了為期四年的合約。但執教期間戰績不振。於2019-2020球季尼克隊連遭公鹿與金塊分以132：88與129：92擊敗，成為2016-2017球季以後，第一支連續兩場以超過35分輸球的球隊，2019年開季後僅得4勝18敗戰績。費茲戴爾於2019年12月6日遭解雇，留下21勝83負的執教戰績，勝率僅百分之20.2，是尼克隊隊史29位總教練中最低的。

## 總教练战绩
| 队伍       | 赛季    | 例行賽 | 例行賽 | 例行賽 | 例行賽 | 例行賽 | 季后赛 | 季后赛 | 季后赛 | 季后赛 | 季后赛     |
| 队伍       | 赛季    | 比赛   | 胜     | 负     | 胜率   | 排名   | 比赛   | 胜     | 负     | 胜率   | 结果       |
| ---------- | ------- | ------ | ------ | ------ | ------ | ------ | ------ | ------ | ------ | ------ | ---------- |
| 曼菲斯灰熊 | 2016–17 | 82     | 43     | 39     | .524   | 3      | 6      | 2      | 4      | .333   | 第一輪失利 |
| 曼菲斯灰熊 | 2017–18 | 19     | 7      | 12     | .368   |        |        |        |        |        | 解僱       |
| 紐約尼克   | 2018–19 | 82     | 17     | 65     | .207   | 5      | 0      | 0      | 0      | –      | 未進入     |
| 紐約尼克   | 2019–20 | 22     | 4      | 18     | .182   | 5      | 0      | 0      | 0      | –      | 開除       |
| 總計       | 總計    | 205    | 71     | 134    | .346   |        | 6      | 2      | 4      | .333   |            |

## 個人生活
- 費茲戴爾目前居住在曼菲斯。他與商人娜塔莎·森（Natasha Sen）結婚，並育有一個兒子。[5]

- 在2017年NBA季後賽的某一場灰熊客場82-96敗給聖安東尼奧馬刺的比賽中，費茲戴爾因不滿裁判吹判尺度而於賽後在記者會上失控拍桌飆罵，最後以一句：「Take that for data！」掀起話題。此舉雖然讓費茲戴爾面臨聯盟罰款，但卻成功讓灰熊球員和球迷團結起來。當家球星迈克·康利在與隊友討論過後表示願意為教練付錢，曼非斯當地也有企業主動表示會幫忙繳交罰款，而球迷也在第三戰開始之前紛紛去購買印製Take That For Data的衣服來力挺費茲戴爾，最後灰熊硬是在聯邦快遞廣場扳回了兩場勝利。

## 外部連結
- NBA.com: David Fizdale coach profile
- Heat.com: David Fizdale coach profile （页面存档备份，存于）